# Mississippi-zeepbel
De Mississippi-zeepbel was samen met de Zuidzee-zeepbel een van de eerste economische crisissen van de Nieuwe Tijd. Beide crisissen vonden plaats in 1720.

## Geschiedenis

### John Law
John Law was een Schot, veroordeeld wegens moord, beroepsgokker en actief in het bankwezen. Voordat hij in Frankrijk arriveerde, had hij een tijd (1702-1713) in Amsterdam, het toenmalige financiële hart van Europa, gespendeerd. Toen hij naar Frankrijk vertrok, had hij twee dingen geleerd, namelijk de kracht van het fiduciair geld en de hebzucht van de mens.
Na de dood van Lodewijk XIV (1715) was Frankrijk zo goed als failliet. De hertog-regent Filips van Orléans geloofde in overleg en had oren naar de theorieën van John Law. Hij liet hem in 1716 de Banque Générale oprichten. De in 1694 opgerichte Bank of England gaf bankbiljetten uit. Al snel wierp deze instelling haar vruchten af.

### Mississippi Company
Eind 1716 vond Antoine Crozat, de beheerder van Louisiana, de lasten op zijn concessie te hoog en hij gaf ze terug aan de Franse staat. John Law kreeg de opdracht dit op te lossen. Hij richtte "La compagnie du Mississippi" op, een bedrijf waarvan de aandelen via staatsobligaties werden aangekocht. Ondanks het hernieuwde vertrouwen van de Franse bevolking in de groeiende economie en het papiergeld van de Banque Royale, mislukte de aandelenemissie: de koerswaarde daalde in het begin van 1719 dan ook van 500 tot 280 livres per aandeel.
Law startte een campagne met positieve reisverslagen en pamfletten over Louisiana. Het Franse publiek werd opgezweept met verhalen over bergen goud en edelstenen die in de kolonie voor het oprapen lagen. De interesse in de aandelen van de nieuwe Compagnie werd uiterst groot en veroorzaakte een speculatiegolf. Omdat de koersen stegen, kon Law steeds meer nieuwe aandelen van de Mississipie Compagnie uitgeven, die met staatsobligaties betaald werden. Deze obligaties werden door de compagnie vernietigd - met een rente van 4% per jaar als vergoeding. Zo werd de - realistische - Franse staatsschuld omgezet in - onwaarschijnlijke - toekomstige winsten.
In de zomer van 1719 nam La compagnie du Mississippi, de Franse Oost-Indische Compagnie en Compagnie de Chine over. John Law bracht daarvoor 300.000 aandelen à 500 livres in omloop die óf met staatsobligaties óf met vier aandelen uit vroegere emissies betaald konden worden. Het publiek stortte zich nu massaal op de nieuwe en oude aandelen. De koerswaarde steeg naar 5000 livres per stuk. In de Rue Quincampoix speelden zich chaotische taferelen af. 
Law had het toppunt van zijn roem bereikt en het publiek kwam royaal over de brug. De koersen der aandelen vlogen omhoog en Law werd de financiële dictator van Frankrijk. In 1719 ging hij over tot de Katholieke Kerk. Maar de Compagnie des Indes Orientales, zoals de onderneming later werd genoemd, had steeds meer kapitaal nodig.

### Krach
Eind 1719 begonnen verschillende financiers eieren voor hun geld te kiezen, zoals Richard Cantillon en Joseph Pâris Duverney. Toen de omvang van de zeepbel duidelijk werd, stelde regent Filips van Orléans John Law aan als minister van financiën (van 4 januari tot 29 mei 1720). Er was te veel papieren geld in omloop en de koersen kelderden, met alle gevolgen van dien.
John Law vluchtte naar de Republiek Venetië, waar hij op 57-jarige leeftijd aan een longontsteking stierf.